# J.S. Breinholt
Jens Stockholm Breinholt (født 21. juli 1839, død 4. januar 1912) var en dansk proprietær og bankdirektør. Han var medlem af Folketinget for Lemvigkredsen i 1897-1898.
Breinholt var søn af proprietær Niels Munk Breinholt og fødtes på dennes proprietærgård Sønder Vinkel i Heldum Sogn ved Lemvig i 1839. Breinholt var uddannet landmand og overtog sammen med en bror Sønder Vinkel i 1872. Han blev eneejer da broren døde i 1885. I 1874, da Lemvig Bank stiftedes, blev Breinholt bankens første administrerende direktør.
Han blev valgt til Folketinget for Lemvigkredsen 17. november 1897 ved et suppleringsvalg, som afholdtes efter C.P. Aabergs død. Han repræsenterede Højre. Breinholt fik ved valget 1180 stemmer mod 1030 til modkandidaten Elias Sandbæk fra Venstre (Venstrereformpartiet). Han genopstillede ikke ved næste ordinære valg i april 1898.
Breinholt var bror til proprietær N.B. Breinholt, som sad i Landstinget i næsten 40 år fra 1870 til 1910.